# Q80
Q80 var ett nätverk för kvinnor, grundat av Rita Platzer 1980.
Syftet med nätverket var att stötta kvinnor i sin professionella karriär, i synnerhet kvinnor på mellanchefsnivå. Man har också ordnat föreläsningar med personer som Karin Söder, Marit Paulsen och Gudrun Schyman. 2010 hade Q80 100 medlemmar, och enligt stadgarna var det maximala antalet medlemmar 150.
Man delade även ut det så kallade Q80-priset. Bland mottagarna finns Ewa Skoog Haslum, Stina Wollter, Agnes Wold, Marika Markovits och Carolina Neurath. Det sista priset delades ut 2020.